# Walk on Water (UFO)
Walk on Water è un album studio del gruppo musicale britannico UFO, pubblicato nel 1994 dalla Chrysalis Records.

## Tracce
Testi e musiche di Mogg e Schenker, tranne dove indicato.
1. A Self Made Man – 6:26
2. Venus – 5:21
3. Pushed to the Limit – 3:51
4. Stopped by a Bullet (Of Love) – 4:37
5. Darker Days – 5:38
6. Running on Empty – 5:12
7. Knock, Knock – 4:22 (Mogg, Way)
8. Dreaming of Summer – 7:04
9. Doctor Doctor – 4:28
10. Lights Out – 5:10 (Mogg, Parker, Schenker, Way)

## Formazione
Cast musicale
- Phil Mogg - voce
- Michael Schenker - chitarra ritmica, chitarra solista
- Paul Raymond - chitarra ritmica, tastiere
- Pete Way - basso
- Andy Parker - batteria

Cast tecnico
- Shawn Berman - ingegneria del suono
- Doug Sax - masterizzazione
- Ron Nevison - produzione, registrazione, missaggio
- Leon Lawson - produzione (assistente)